# 示瑪雅 (先知)
示玛雅 (希伯來語：שמע-יה，英语：Shemaiah，意为：耶和華已垂聽），人名，所羅門王的兒子羅波安執政期間，舊約聖經中記載耶和華的先知。
依列王紀和歷代志，示瑪雅介入並阻止了羅波安王和耶羅波安一世之間的戰事。
羅波安王集結了十八萬兵力，要用武力收复反叛的北方十部族，示瑪雅宣述耶和華的旨意，不許羅波安把國土奪回來，羅波安因此收兵回耶路撒冷。 

## 外部連結
- 「作先知」的恩賜（四六）——示瑪雅的經歷 （页面存档备份，存于）